# Catarhoe arachne
Catarhoe arachne là một loài bướm đêm trong họ Geometridae.